# Distrito Escolar Independiente de Edcouch-Elsa
El Distrito Escolar Independiente de Edcouch-Elsa (Edcouch-Elsa Independent School District, EEISD) es un distrito escolar de Texas. Tiene su sede en Edcouch, y gestiona escuelas que sirven Edcouch y Elsa. Desde 2015 el actual superintendente del distrito es Richard Rivera, y el presidente de consejo escolar es Jose Saldivar. En 2014 el centro de bellas artes del distrito abrió.